# Antolín Monescillo y Viso
Antolín Monescillo y Viso, španski rimskokatoliški duhovnik, škof in kardinal, * 2. september 1811, Corral de Calatrava, † 11. avgust 1897, Toledo.

## Življenjepis
22. junija 1861 je bil imenovan za škofa Calahorre y La Calzade; 6. oktobra istega leta je prejel škofovsko posvečenje.
27. marca 1865 je bil imenovan za škofa Jaéna in 22. junija 1878 za nadškofa Valencije; na sledeči položaj je bil ustoličen 5. oktobra istega leta.
10. novembra 1884 je bil povzdignjen v kardinala. 1. junija 1886 je bil imenovan za kardinal-duhovnika S. Agostino.
11. aprila 1892 je bil imenovan za nadškofa Toleda; potrjen je bil 11. julija istega leta.